# Anisobas separatus
Anisobas separatus är en stekelart som först beskrevs av Davis 1898.  Anisobas separatus ingår i släktet Anisobas och familjen brokparasitsteklar. Inga underarter finns listade i Catalogue of Life.